# 제7산악사단 (독일 국방군)
제7산악사단(7. Gebirgs-Division)은 제2차 세계 대전 중에 제99경보병사단(99. leichte Infanterie-Division)을 재편하여 창설한 독일군 보병사단이다.

## 부대 역사
제99경보병사단은 1940년 11월에 창설되었고, 1941년 6월까지 바트 키싱엔에서 훈련을 받았다. 6월, 제99경보병사단은 바르바로사 작전에 참가하여 남부집단군 산하에서 폴란드와 우크라이나에서 그 해 가을까지 전투에 참가했다. 그 후 독일로 돌아와 제7산악사단으로 재편되었다.
1942년 초, 제7산악사단은 핀란드에서 랩랜드 제20산악군 예하로 배속되어, 1945년에 핀란드가 소련과 휴전 협정을 맺자 핀란드를 떠나 노르웨이로 후퇴할 때까지 소련군과 싸웠다. 1945년 5월, 전쟁이 끝났을 때 노르웨이에서 영국군에 항복하였다.

## 역대 지휘관
- 루돌프 콘라드 산악병대장 (1941년 11월 1일 ~ 1941년 12월 19일)
- 빌헬름 바이스 소장 (1941년 12월 19일 ~ 1942년 1월 1일)
- 로버트 마르티네크 포병대장 (1942년 1월 1일 ~ 1942년 5월 1일)
- 아우구스트 크라카우 중장 (1942년 5월 1일 ~ 1942년 7월 22일)
- 로버트 마르티네크 포병대장 (1942년 7월 22일 ~ 1942년 9월 10일)
- 아우구스트 크라카우 중장 (1942년 9월 10일 ~ 1945년 5월 8일)

## 같이 보기
- 사단 (군사)
- 동부 전선 (제2차대전)
- 제2차 세계 대전의 독일군 사단 목록
- 군사 조직
- 독일 육군 (제2차대전)
- 독일 연방방위군 육군 (현재)